# NK Gradac
Nogometni klub "Gradac" (NK Gradac; Gradac; OFK Gradac) je bio nogometni klub iz Gradca, Grad Derventa, Republika Srpska, Bosna i Hercegovina.

## O klubu
U Gradcu senogomet na majem igralištu počeo igrati 1952. godine. 1970.-ih godina dolazi do ozbiljijeg igranja, te seoska momčad često igra prijateljske utakmice ili na raznim prvenstvima. 
 
Do službenog osnivanja kluba pod nazivom OFK Gradac dolazi 1979. godine. Klub uskoro počinje s ligaškim natjecanjima, prvo u "Općinskoj B ligi Derventa". Četiri sezone (od 1981./82. do 1984./85.) je zaredom prvak te je došao do "Zonske lige MNS Doboj", iz koje 1990. ispada, te igra u "Međuopćinskoj ligi Doboj". 
 
Zbog rata u BiH, okupacije i protjerivanja hrvatskog stanovništva iz Gradca klub se 1992. godine gasi. 
 
Po završetku rata, vratio se tek manji broj iseljenih Hrvata. Veterani "Gradca" povremeno organiziraju "Susret generacija" na igralištu u Gradcu-

## Uspjesi
Međuopćinska liga Doboj
- prvak: 1984./85.

Grupna liga Doboj
- prvak: 1984./85.

Općinska A liga Derventa
- prvak: 1983./84.

Općinska B liga Derventa
- prvak: 1982./83.

Kup ONS Derventa
- pobjednik: 1988.

## Unutrašnje poveznice
- Gradac